# 反式肉桂酰基β-D-葡萄糖苷
反式肉桂酰基β-D-葡萄糖苷是一种有机化合物，化学式C15H18O7，可见于蛇菰、珍珠绣线菊、番石榴等物种。
它可由α-D-葡萄糖和反式肉桂酸在三苯基膦和偶氮二甲酸二异丙酯存在下反应制得。